# موش‌ماهیان دماغ‌دراز
موش‌ماهیان دماغ‌دراز (نام علمی: Rhinochimaeridae) نام یک تیره از راسته موش‌ماهی است.